# 添利工業
添利工業國際(集團)有限公司，簡稱添利工業國際集團、添利工業國際，以及添利工業（英語：Termbray Industries International (Holdings) Limited，港交所：0093），在1975年由李立建立，曾經營電子業產品，後來現時經營物業投資及發展、油田工程及顧問服務。
其股份自1991年在香港交易所主板上市，總部位於香港新界荃灣荃景圍30-38號匯利工業中心8楼B座。
其後在2013年3月6日把聯營公司，添利百勤油田服務有限公司（Termbray Petro-king Oilfield Services Limited，港交所：2178）分拆於港交所主板上市。
2024年7月16日，上市名稱更名為零在科技金融集團有限公司 Zero Fintech Group Limited (Bermuda)。

## 公司動態
2019年10月18日，添利工業公布，全資附屬公司X8 Finance作為放款人與借款人訂立貸款重續協議。根據協議，貸款本金為2100萬元，年利率8厘，未償還貸款本金額須於2024年10月18日償還，抵押人去年10月22日就一項位於香港之住宅物業以X8 Finance為受益人所簽立之法定抵押。
2020年9月，添利工業公布，以代價4.04億港元，收購關連人士Earth Axis於香港放債業務零在金融全部股權，收購金額中2.05億元將發行新股代支，其餘以現金交付。

## 連結
- Termbray.com.hk （页面存档备份，存于）